# Andrzej Abramowicz (kasztelan)
Andrzej Abramowicz herbu Lubicz odmienny (ok. 1700 – wrzesień lub październik 1763) – kasztelan brzeski litewski, syn Samuela, stolnika wileńskiego.

## Sprawowane urzędy
- stolnik wileński 1736-48
- pisarz ziemski wileński 1747-56, 1757
- kasztelan brzeski litewski 1757-63[2]
- dyrektor wileńskiego sejmiku przedsejmowego w 1750 roku[3].
- dyrektor wileńskiego gromnicznego sejmiku gospodarczego i sejmiku deputackiego w 1759 roku[4].

## Poseł na Sejm Rzeczypospolitej Obojga Narodów
- 1754 – z powiatu wileńskiego

## Życiorys
Dziedzic Wornian, brat Jerzego, starosty starodubowskiego i wicemarszałka Trybunału Litewskiego (1755) i Antoniego, podstarościego starodubowskiego, posłów na Sejm Rzeczypospolitej Obojga Narodów.
Wpływy Andrzeja Abramowicza, a także i jego rodziny, opierały się na potędze Radziwiłłów, których był stronnikiem (klientem). Za przynależność do stronnictwa Radziwiłłów zapłacił podczas obrad Trybunału Litewskiego w 1756 r. Na poprzednim trybunale Abramowicz poparł innych stronników Radziwiłłów – Matuszewiczów – przeciwko przywódcy Familii, kanclerzowi wielkiemu litewskiemu Michałowi Fryderykowi Czartoryskiemu, który zamierzał pozbawić Matuszewiczów szlachectwa. Wobec tego stanowiska kanclerz oskarżył Abramowicza o korupcję. Podnosił też kwestię rzekomego pochodzenia Abramowiczów od neofitów żydowskich, chcąc pomniejszyć wagę sprawy (odebranie dożywotniego urzędu). Abramowicz w walce o swoje stanowisko szukał sojuszników wśród magnatów. Przystał nawet do stronnictwa profrancuskiego. Mimo różnorodnych działań obronnych podczas obrad trybunału, któremu przewodniczył podskarbi wielki litewski Jan Jerzy Flemming (zięć Czartoryskiego), Andrzej Abramowicz utracił urząd, podobnie jak inni stronnicy Radziwiłłów. Ostatecznie pisarstwo wileńskie zostało mu przywrócone, kiedy marszałkiem trybunału został człowiek wojewody wileńskiego Michała Kazimierza Radziwiłła – Bohusz Jasiński. Przyjęto przy tym rozwiązanie kompromisowe zaproponowane wcześniej przez hetmana wielkiego litewskiego Michała Józefa Massalskiego: Abramowiczowi przywrócono urząd pisarza na dwa tygodnie, a potem otrzymał wakującą od pewnego czasu kasztelanię brzeską. Tym samym został ułagodzony urzędem senatorskim, a Familia pozbyła się niewygodnego człowieka z Wilna.
Zmarł w stanie bezżennym. 3 sierpnia 1761 roku został odznaczony Orderem Orła Białego nr 447.